# Never Never
Never Never — песня американской ню-метал группы Korn, первый сингл с одиннадцатого студийного альбома The Paradigm Shift, вышедший 12 августа 2013 года. Это первый сингл с участием вернувшегося в состав группы гитариста Брайана «Хэда» Уэлча с 2004 года.

## О песне
Джонатан Дэвис описал песню так:

Это песня об отношениях. Вы проходите через это дерьмо и получаете тяжёлые удары. Потом вы задумываетесь: «Хватит с меня! Больше никого нахрен не буду любить!» Ты испытываешь огромное давление - будь хорошим отцом, мужем, любовником или ещё кем-либо. Отношения требуют огромной работы.
Оригинальный текст (англ.)It's a relationship song. You go through that shit and you get hurt so bad. Then you think, 'It's not worth it anymore. I'm not going to fucking love again.' You experience so many pressures to be a good dad, a good husband, a good lover, or whatever. Being in a relationship is a lot of work.

## Выход сингла
Релиз песни состоялся на радиостанции Сан-Бернардино X1039 7 августа 2013 года, стал доступен для заказа через Amazon 20 августа.

## Клип
Для съемок музыкального видео Korn привлекли режиссёра Джованни Буччи. Официально лирик-видео было загружено на канал Korn в YouTube 13 августа. Клип вышел 6 сентября.

## Список композиций
- Цифровой сингл

1. «Never Never» (альбомная версия) — 3:41

## Положение в чартах
Песня добралась до 3-й строчки в мейнстрим-рок чартах. Сингл стал самым успешным в чартах со времён «Twisted Transistor», которая также заняла 3-ю позицию в 2005 году.
| Чарт (2013)                       | Достигнутая позиция |
| --------------------------------- | ------------------- |
| US Active Rock (Billboard)        | 3                   |
| US Heritage Rock (Billboard)      | 3                   |
| US Mainstream Rock (Billboard)    | 3                   |
| US Rock Digital Songs (Billboard) | 48                  |
| US Rock Songs (Billboard)         | 34                  |